# Guy Cabay
 (octobre 2014).
Si vous disposez d'ouvrages ou d'articles de référence ou si vous connaissez des sites web de qualité traitant du thème abordé ici, merci de compléter l'article en donnant les références utiles à sa vérifiabilité et en les liant à la section « Notes et références ».
 (juin 2017).
Guy Cabay, né à Polleur le 2 octobre 1950, est un musicien belge de jazz.
Il compose et chante également ses propres chansons, pour la plupart en wallon de Liège, sur une musique où une influence brésilienne se fait sentir.

## Biographie
Ses deux grands-pères étaient déjà musiciens à leurs heures : l'un organiste à l'église de Polleur, l'autre clarinettiste.
En 1978, il écrit la chanson lyrique Tot-a-fèt rote cou d'zeùr cou-d'zos, une combinaison de bossa nova et de dialecte liégeois. Cette chanson figurera en dernière position de la face B de l'album vinyle 33 tours du même nom, qui sortira en mars 1980, avec neuf autres titres : Li Robaleû (Le Vagabond), A m'vwèzène..., Obzèkes, Al copète..., Dji m'distroûrne di m'vôye..., Li Sabat d'Sinte Mère l'Oto, Dji m'dimande, Pax Pollinibus bonae voluntatis !, Pôve tièsse !. Avec ce dernier titre, il crée l'événement en créant le hit en wallon de Liège, savante alchimie entre mots du terroir, jazz et musique brésilienne, mieux connu sous le sous-titre Amon Laca : « Il y fèt co pé qu'amon Laca, qu'amon Laca, qu'amon Laca ». Deux petits mots qui ont changé le paysage de la chanson dialectale en Wallonie. 
Guy Cabay a un diplôme de musicologie de l'Université de Liège où il a eu comme professeur Henri Pousseur. Depuis lors, il multiplie les surnoms - Master of Jazz Vibes, King of Swing Wallon, Plus Brésilien des Liégeois ou plus Carioca des Verviétois -, les expériences - vibraphoniste, chanteur, pianiste, arrangeur, compositeur, auteur, musicologue, professeur au Conservatoire royal de Bruxelles et au Conservatoire de la Ville de Luxembourg - et les concerts – Amérique, Afrique, Europe de Séville à Moscou.
Il partage alors son temps entre Venise, Bologne où il travaille à son doctorat sur la musique médiévale, et Liège où il rencontre et joue avec des personnalités du jazz : Raoul Faisant, Maurice Simon, Jacques Pelzer, René Thomas, et plus tard Steve Houben, Jacques Pirotton, Charles Loos, Michel Herr, Jean-Louis Rassinfosse, etc.
En 1979, Guy Cabay est, avec Steve Houben et quelques musiciens de jazz de sa génération, le cofondateur du Séminaire de Jazz du Conservatoire de Liège sous la direction d'Henri Pousseur.
En 1981, il crée son premier groupe de jazz, qu'il nomme Lemon Air. En 1982, sort le vinyle 33 tours intitulé Li Tins, lès-ôtes èt on pô d'mi, où figurent 13 titres : Face A : Les D'mèy doûs dè costé dèl Moûse (3 min 32 s), Li Harlake èt l'djône fèye (4 min 02 s), Tchanson po l'dièrin.ne houyîre (2 min 24 s) (extraite de la bande musicale originale du film Hay po l'djoû, sur le charbonnage de Blegny-Trembleur), Cwate tchansons so l'nom d'Julia (Julia on (1 min 27 s), Julia deûs(1 min 26 s), Julia l'ôte (1 min 34 s), Julia l'dièrin.ne (3 min 55 s); face B : Tot réguédé (3 min 18 s), Cahin-cahî èt cahin-caha (4 min 39 s), Tchanson d'Noyé (3 min 58 s), Camamèle èt Cataplame (2 min 56 s), Cwand Simon mousse foû d'ine tchapèle (3 min 02 s), Li nulèye è m'payis (3 min 47 s). On y retrouve déjà, entre autres, Steve Houben au saxophone alto. D'ailleurs, la même année, il collabore activement à l'album Steve Houben + strings, où il intervient dans Éphémérides, un morceau de sa composition, dans Unsung Song (voix et hand claps), et dans Pastel Puzzle for Toots qu'il compose et où il joue du vibraphone sur la pièce Little Blues et du vibraphone et du glockenspiel sur la pièce Désinence. 
En 1983, il signe le Manifeste pour la culture wallonne. En 1984, il enregistre l'album instrumental In the Gardens of silence, avec la complicité de Steve Houben à la flûte et au saxophone. La Fontana Calipso (4 min 29 s), Small bell flowers (2 min 58 s), Le miroir aux alouettes (2 min 05 s), Versailles (3 min 51 s), The gardener from Red bank (6 min 39 s), etc. 
En 1985, il enregistre le 33 tours Miroirs d'ailleurs, avec Bruno Castellucci (batterie), Evert Verhees (basse), Kevin Mulligan (guitare), Bill Frisell (guitare), Steve Houben (flûte, sax alto, sax soprano), Greg Badolato (sax ténor, sax soprano), Richard Rousselet (trompette), Paul Bourdiaudhuy (trombone), John Ruocco (clarinette), Philippe De Cock (obx), sans oublier les voix de Georges Pradez et d'Annick, la complicité de Jean-Louis Rassinfosse, Michel Herr et Toots Thielemans. Guy Cabay y joue du piano, du vibraphone et du marimba. 
Il sort en 1986 l'album vinyle Balzin'rèyes (mot wallon que l'on peut traduire par flâneries), comportant dix nouveaux titres en wallon : Li Touma da Toumas, Ich' mon Dju, Lambièt, Hoûtez s'i ploût, Dju-d'la, Coukî so on Lét, Ubu Cinsî, Café liégeois do Brasil, Paroles d'Amoûr, Les Camatches à l'ahèsse, Tos lès Coucous. On y retrouve, entre autres, Toots Thielemans et, dans les chœurs, Deborah Brown, Bart Fermie et Beverly Jo Scott. Cet album, devenu indisponible, est parfois répertorié sous l'intitulé de Café liégeois do Brasil et on peut encore en télécharger les morceaux sur certains sites spécialisés.
En 1987, il commence à enseigner l'histoire du jazz au Conservatoire royal de Bruxelles et au Conservatoire de Luxembourg. Il réduit alors son activité de chanteur pour se focaliser sur l'enseignement et sur la musique instrumentale.
En 1988, il collabore avec Steve Houben et l'orchestre Le Coucou's Band pour la sortie d'un 45 tours comportant deux titres qu'il compose : Ele lès magne croûs (une « chanson de genre ») et La Pollinoise (une polka).
Il enregistre en 1992 aux éditions Miss You, l'album Lemon Air, du nom du premier groupe de jazz qu'il a monté en 1981 - jeu de mots sur limonaire - fait d'un mélange de musique électrique et acoustique. Le disque est enregistré sans overdub[Quoi ?]. Il comprend 14 titres exclusivement instrumentaux, où Guy Cabay tient le vibraphone, Phil Abraham le trombone, Yannick Robert la guitare, Benoît Sourisse les piano et claviers, Benoît Vanderstraeten la basse, André Charlier la batterie, Philippe Selam et Jaques Pelzer le saxophone alto, Steve Houben la flûte, Chris Joris les percussions, et Bert Joris le flugel horn. Les titres sont : Lemon Air (3 min 44 s), Rue sans nom (5 min 48 s), Bingo Blues (4 min 02 s), Corallines (5 min 15 s), La Banana Dennis (5 min 28 s), Docteur Z (3 min 46 s), Avenue Louise (5 min 15 s), The beginning of a blue world (3 min 43 s), L'Odespakispite (6 min 10 s), Song for Julien (4 min 47 s), Madame de... (3 min 54 s), Le nom de la rose (3 min 45 s), Calidi Bossa (5 min 16 s), Ephémérides (5 min 19 s).
En 1995, il enregistre avec le pianiste Fabian Fiorini, spécialiste en musique contemporaine, l'album expérimental Fasol Fado. 
La même année, est publié le CD The Ghost of McCoy's Castle, avec la complicité de Benoît Sourisse au piano, Benoît Vanderstraeten à la basse et André Charlier aux percussions. Onze titres inédits composent cet album instrumental : A brasilian carol (5 min 49 s), Pastis chaud (4 min 13 s), Meeting in the 50's (3 min 02 s), The drum shuttle (2 min 48 s), Pas si fleur bleue (5 min 27 s), Hymne à Ophélie (5 min 52 s), If I were an evergreen (4 min 44 s), Black monk (4 min 00 s), McCoy Castle (3 min 11 s), Le blues du bossu (3 min 21 s), The Ghost (3 min 49 s). 
En 1997, Amon Laca édite un CD 2 titres dont la pochette est signée par François Walthéry : Fât todi qu'èle djâze (2 min 57 s) et La Bossa nova (3 min 00 s).
En 1998, sous la pression de ses admirateurs, il enregistre un nouvel album de chansons wallonnes où il mélange langue wallonne, jazz et musique brésilienne. Ce CD est intitulé The Bièsse Tof (jeu de mots mêlant deux langues de Belgique à partir de The best of... — bièsse étant traduit par bête en wallon et tof désignant en néerlandais quelque chose de super). Sur ce CD, Bossa Colas, un souvenir de 1983 revisité de fond en comble; deux inédits : Lès Cantias et Li Matoufèt; puis une version cent pour cent jazz de Parôles d'Amour (1986) servent de prélude à un réenregistrement intégral du mythique 33 tours Tot-a-fèt rote cou d'zeûr cou d'zos (1978) qui avait valu à son auteur le surnom de plus brésilien des Liégeois et fait dire à Chet Baker : « Guy, you sing like Joao Gilberto ».
En 1999, il enseigne en France, se produit à Washington et reçoit le Prix du Patrimoine au Conservatoire de Bruxelles. En 1998 et 1999, il est élu meilleur vibraphoniste belge[réf. nécessaire].
En 2000, à l'occasion de la reconstitution éphémère, en tubes et en toiles, du chœur de la Cathédrale Saint-Lambert et Notre-Dame, à Liège, il publie, avec le soutien de la Province de Liège, un album intitulé De la pierre à la toile, les misères de la Cathédrale, en quatre tableaux et deux rawètes . Steve Houben est invité sur le morceau Li Vèye qui broûle. La même année, les éditions HKM records nv publient le CD de 3 titres intitulé K'amon Laka [What a Mess !] : Radio Mix (3 min 53 s), Dance Mix (3 min 36 s) et Extended Mix (7 min 21 s). En 2001, un CD de 2 titres est également édité par la même maison d'édition : Radio Mix (3 min 51 s) et Extended Mix (7 min 32 s). 
Il enregistre en 2004-2005 l'album On the jazz side of my street, entouré de trois de ses plus fidèles partenaires : Jacques Pirotton, Benoît Vanderstraeten et Bruno Castellucci. Mais au fil des morceaux, apparaissent également des invités : Phil Abraham, Steve Houben, Michel Herr, Alexandre Cavaliere et l'ensemble de cordes Héliotrope. Sur ce CD figurent Il èst si bièsse po on manitou (sous-titré No more W), un pamphlet anti-Bush; An Evergreen story with a little touch of french accent, écrit uniquement à partir de titres de standards, où l'on entend le plus brésilien des Liégeois chanter en anglais ! Les autres titres sont, dans l'ordre, Billy Strayhorn sur les Champs Elysées, There will never be another Saint Sonny, Fât todi qu'elle djâze, Thelonious in Woodstock, The Queen's dilemma, The King's fancy, Bach's groove, Laurindo's atmosphere, Conversations with the past, Gigue for Django, Belle Marquise d'amour mourir.
En octobre 2013, il crée son nouveau spectacle piano-voix Carrousel Village, DJazzeries et brésileries autour de mon clocher, dans son village natal de Polleur. Guy Cabay y passe en revue avec générosité et bonne humeur sa vie et celle de son cher village, qu'il n'a jamais quitté, ainsi que sa carrière musicale, en projetant parallèlement à ses interprétations, des illustrations souvent amusantes et les textes de ses chansons tantôt en wallon, tantôt en français, voire en anglais. Bon nombre des chansons interprétées sont totalement inédites, à la fois poétiques et drôles (Wallonie, ma Belle, Satchmo, Batida de coucou, etc.).
En novembre 2014, il se produit au 15e Festival de Stavelot Jazz avec le Spa-Sao Paulo quartet et Steve Houben en invité spécial. Il y égrène, entouré de Jean Borlée, Jacques Pirotton et son fils Arnaud Cabay, sa carrière en jouant des versions très jazzy de ses anciennes chansons pour la plupart en wallon, et en faisant découvrir au public de nouvelles chansons, dont les 3 du CD promotionnel évoquées ci-dessus, ainsi que des morceaux totalement inédits. 
En 2015, il compose des musiques additionnelles pour le film Problemski Hotel de Manu Riche, publié en DVD en 2016. 
En 2020, il est admis à la Société de langue et de littérature wallonnes en tant que membre titulaire. 
En juin 2023, le label Tricatel réédite, sous le titre de "Cabaycédaire", un album reprenant 12 titres : les 7 premiers, de l'album "Tot-a-fèt rote cou-d'zeûr cou-d'zos" (1977), les 5 derniers de l'album "Li Tins, lès-ôtes èt on pô d'mi" (1978). Cet album sera disponible uniquement sous forme d'un vinyle 33 tours et sur les plateformes de streaming[réf. souhaitée].  
Guy Cabay a aussi écrit pour le cinéma, la scène et la télévision[réf. nécessaire].